# Мартынов, Кирилл Константинович
Кири́лл Константи́нович Марты́нов (род. 25 апреля 1981, Кемерово, РСФСР, СССР) — специалист в области современных политических теорий, аналитической философии и социологии, преподаватель, журналист, публицист, медиаменеджер, переводчик и блогер. Кандидат философских наук (2007), доцент. Сооснователь и преподаватель Свободного университета. Главный редактор издания «Новая газета Европа» (2022—н. в.). Бывший редактор отдела политики «Новой газеты» (2014—2022). Бывший старший преподаватель и доцент Высшей школы экономики (2007—2020).

## Биография
Родился 25 апреля 1981 года в Кемерове.
В 1988—1998 годах учился в средней школе № 28 города Кемерово.
В 2003 году окончил философский факультет МГУ имени М. В. Ломоносова по кафедре онтологии и теории познания по специальности «Философия».
В 2007 году в МГУ имени М. В. Ломоносова под научным руководством доктора философских наук, профессора 3. А. Сокулер защитил диссертацию на соискание учёной степени кандидата философских наук по теме «Интенциональность как единое проблемное поле аналитической философии сознания и феноменологии» (специальность 09.00.01 — онтология и теория познания). Официальные оппоненты доктор философских наук, профессор В. В. Васильев и кандидат философских наук, доцент С. В. Данько. Ведущая организация — Российский университет дружбы народов. В работе было проведено исследование посвящённое тому, что развивающаяся в пространстве аналитической философии философия сознания довольно часто обращается к такому понятию, как интенциональность, которое выступает в качестве отличительного признака сознания, как, например, у Дэниела Деннета). Отсюда возникает общее поле поставленной проблемы и возможность взаимного обмена идеями и взаимовлияния феноменологии и аналитической философии.
В 2003—2007 годах — ассистент кафедры философии и психологии Московский государственного технического университета «МАМИ».
В 2007—2020 годах работал в Высшей школе экономики на кафедре онтологии, логики и теории познания факультета философии / в Школе философии факультета гуманитарных наук, сначала — как старший преподаватель, с 2013 года — доцент, преподавал такие курсы, как «Философия», «Социальная философия», «Революционные идеи: введение в политическую философию» и другие. В августе 2020 года Высшая школа экономики прекратила сотрудничество с Мартыновым. По его словам, увольнение было объяснено формальными причинами, такими как сокращение числа курсов по философии в университете.
Был старшим преподавателем кафедры гуманитарных дисциплин Института общественных наук Российской академии народного хозяйства и государственной службы при Президенте Российской Федерации.
В 2020 году Мартынов стал одним из основателей образовательного проекта «Свободный университет», в котором также является преподавателем.
Работал[когда?] в Фонде эффективной политики, пресс-секретарём провластного Федерального агентства по делам молодёжи[когда?], а также был координатором либерального клуба «Единой России»[когда?]. Был редактором отдела политики «Русского журнала».
В 2014—2022 годах был редактором отдела политики «Новой газеты». С апреля 2022 года — главный редактор издания «Новая газета Европа».
Автор статей в журналах «Отечественные записки» и «Русский журнал», газетах «Московские новости» и «Новая газета», на интернет-портале РБК и колумнист интернет-издания «Взгляд.ру». Участвовал в разработке интернет-портала Liberty.ru. Был главным редактором интернет-издания «Мнения.ру». Эксперт Школы эффективных коммуникаций «Репное», эксперт сетевого издания «Актуальные комментарии» Центра политической конъюнктуры России.
2 сентября 2022 года Минюст РФ внёс Мартынова в реестр СМИ — «иностранных агентов». 22 апреля 2025 года Басманный суд Москвы по обвинению в организации деятельности нежелательной организации заочно приговорил Кирилла Мартынова к шести годам колонии.
В круг профессиональных интересов входят такие области научного знания, как политическая философия, социология, философия сознания и философия языка.
Владеет английским и немецким языками.

## Личная жизнь
В 2008—2024 годах состоял в браке с Антониной Мартыновой (Фёдоровой), получившей широкую известность в связи с «Новгородским делом», в рамках которого Антонина обвинялась в покушении на убийство Алисы — своей трёхлетней дочери от первого брака. С июля 2008 года Антонина находилась в федеральном розыске, которому предшествовала неявка на судебное заседание, где коллегия присяжных вынесла обвинительный вердикт. Сам Мартынов связал неожиданное исчезновение в том числе с похищением неизвестными людьми. 11 апреля 2024 года Антонина Мартынова была задержана правоохранительными органами, а 7 мая Новгородской областной суд приговорил её к девяти годам колонии общего режима. После вынесения приговора, Мартынова подала на развод по суду в одностороннем порядке, вернув фамилию первого супруга. 19 сентября Первый апелляционный суд общей юрисдикции изменил приговор и приговорил бывшую жену Мартынова к восьми годам условно, освободив в зале суда. 10 октября стало известно, что она подала на Мартынова заявление в Следственный комитет, обвинив в собственном похищении.

## Общественно-философские взгляды
Отмечал, что насилию способствует молчание, заявлял, что «проговоренное насилие рассматривается в России как вызов социальному порядку» и [в России] «жертва насилия ни в коем случае не должна рассказывать о том, что с ней случилось».
Высказывался по поводу мемов, утверждая, что рост потока информационных сообщений усиливает соперничество между ними, в результате формируются информационные вирусы, которые носят меметическую природу. А «ответом на информационные вирусы должен стать дальнейший прогресс нашей культуры, формирование Homo digitus, цифрового человека».
Изучал феномен геймификации, назвав её одной из самых модных тем последних лет и обозначив её роль как «перенос игровых моделей в мотивацию людей, для того чтобы они что-то делали в реальном мире».
Исследовал культуру селфи, сделав вывод, что «селфи-практики являются формой эмансипации человеческой потребности видеть и узнавать лица, которая в эпоху массмедиа была присвоена „звёздами“».
В 2019 году высказывался в поддержку уволенных журналистов издания «Коммерсантъ».

## Политические взгляды
В период сотрудничества с провластными движениями активно публиковался в «Русском журнале», где в своих статьях выступал с имперских позиций, утверждая, что взгляд на события Второй мировой войны должен быть единым для всех бывших советских республик. В 2006 году утверждал в статье с характерным названием «Наследники душегубов», что Украина и страны Балтии не имеют права на собственную трактовку драматических событий 1941—1945 годов:
Разрушать память о войне приходилось вместе с разрушением памяти об СССР и становлением новых национальных мифологий (российской, украинской, казахской и т.п.). Основная ставка была сделана на "национализацию" Великой Отечественной. "Национализация" в данном случае — это превращение единой и победоносной войны советского народа против нацистских агрессоров в серию национальных конфликтов. Например, прибалты якобы воевали в этой войне с русскими (именно на уровне всего народа), а "молодая украинская нация" под предводительством Степана Бандеры прямо-таки разрывалась в своей борьбе на два фронта — "против Гитлера и Сталина".
В 2007 году Мартынов в своей статье «Наука побеждать» с восторгом писал об участии Владимира Путина в съезде партии «Единая Россия»:
Путин решил не размениваться по мелочам и сделал мощнейший политических ход, конкретные перспективы которого предугадать пока очень трудно. Несомненно лишь то, что это беспрецедентное для нашей страны решение, способное при любом исходе событий оставить для Путина одно из центральных мест в российской публичной политике и после 2008 года. До сих пор ни один политический лидер такого масштаба в России не делал фундаментальной ставки на политическую партию, участвующую в выборах. Да и ставить было не на кого. Путин сделал... Пожалуй, даже самым отъявленным оппозиционерам сегодня придется признать — Путин показал себя как неординарный политик с хорошим видением ситуации и умением играть очень сложную стратегическую игру.
24 января 2014 года, в разгар противостояния на Майдане, Мартынов написал в своём блоге:
Я неоднократно писал, я украинофил. Я думаю, что Украина — это наш исторический шанс освободиться наконец от тяжёлого наследия Московии как принципа тиранического правления и режима собственности, когда всё, включая людей-холопов, принадлежит на территории России государю.
В 2021 году на «Радио Свобода» прогнозировал, что «Россия не переварит Донбасс», а также признавал, что «в целом президент России осознал бесперспективность „присоединения“ всей Украины».
В декабре 2021 года на телеканале «Дождь» заявлял, что «у российских властей колониальное отношение к Украине» и что «российская сторона делает всё возможное для того, чтобы война из фантазии радикалов стала исторической реальностью».

## Награды
- Лучший преподаватель ВШЭ 2011, 2013—2019 годов[43][44][45][46].

## Отзывы и критика
В июле 2014 года во время отдыха в Крыму (Коктебель, Севастополь и Алушта) в своём блоге в Twitter Мартынов резко отозвался о месте своего пребывания, написав, что «полуостров оккупирован быдлом», и полагая, что единственным спасением указанной территории будет её передача Д. А. Жуковой «под имение, чтобы она сделала тут центр современной культуры „Гараж“ на весь остров». Мартынов расценил состояние курорта, как «жлобство, ненависть к своему делу, желание надуть лоха, бездеятельность, страх начальника».
В свою очередь с критикой высказываний Мартынова выступил депутат Государственной думы В. В. Бурматов, который по просьбе журналистов о комментарии в эфире радиостанции «Говорит Москва» отметил, что руководство Высшей школы экономики должно в обязательном порядке дать официальную оценку реплик, посчитав, что несмотря на то, что они были озвучены «в социальных сетях, но при этом они являются публичными и влияют на репутацию учебного заведения».
Сам Мартынов в беседе с журналистами радиостанции пояснил, что говорил о южном береге полуострова, имеющем достаточно узкую прибрежную полосу, где неизбежно можно столкнуться «с самым примитивным шансоном, самыми примитивными воплями, какими-то чудовищными шоу, торговцами, которые торгуют не нужными вам товарами», особо отметив, что в вечернее время обстановка ещё хуже. И поэтому Мартынов считает, что сферу обслуживания в Крыму следует развивать, и недавно выстроенная инфраструктура ухудшает привлекательность полуострова для туристов, а «людям здесь никто не объяснял, как надо отдыхать», и во время его пребывания на набережной окружающие «решали свои вопросы матом». А, касаясь критики со стороны Бурматова, Мартынов указал на то, что никого обижать не желает, но в связи с изложенным не считает, что должен приносить перед кем-либо извинения.
В интервью газете «Московский комсомолец» Мартынов рассказал, что намеренно приехал именно в эти места, чтобы увидеть Крым после его аннексии Россией. Ему понравилась природа и местные жители, но он осознанно выразил свои впечатления в блоге, поскольку в Алуште «вся прибрежная полоса превратилась в какое-то большое караоке» и «в какой-то момент находиться ночью на набережной стало очень неприятно». Комментируя заявление Бурматова (с которым Мартынов неоднократно участвовал в дебатах по теме будущего российского образования и здоровался за руку), посчитал, что оно противоречит конституционному праву на свободу слова, и высказал точку зрения, что «личное мнение людей о чём бы то ни было — не повод для комментария депутата Госдумы», поскольку «этим просто стыдно заниматься» . Он сравнил подобные действия с воображаемой ситуацией, где против приехавшего в Европу туриста, который критически оценил гостиницу в социальной сети, выступает некий депутат Европарламента с требованием уволить критика с работы. Призывы Бурматова руководству ВШЭ Мартынов посчитал неосуществимыми, поскольку, по его словам, «наше руководство всегда подчёркивало, что мнения, высказываемые преподавателями в соцсетях, это их личное дело».
В январе 2017 года поэт и публицист Любава Малышева в статье на «Радио Свобода» подвергла критике взгляды Мартынова на феминизм, а также осудила его работу в Фонде эффективной политики и участие в создании сообщества «Младопатриоты» в Живом журнале, по её словам, «нападавшем на веганство». Кроме того она затронула вопрос о роли Мартынова в «Новгородском деле», где, по мнению Малышевой, на стороне Мартынова были те люди, кто «мало что знали о его прошлом». Она указала, что после исчезновения Антонины и Алисы «сетевая волна вынесла его на берег правозащитной деятельности» и что Мартынов, став «рукоподаваемым в левеньких кругах», занял должность редактора отдела политики «Новой газеты».
С резкой критикой Мартынова в 2023 году выступил писатель и публицист Андрей Мальгин. Он собрал в своей публикации подробности о деятельности Мартынова в должности пресс-секретаря Василия Якеменко и Росмолодежи, его позиции как активиста прокремлевского движения «Идущие вместе» и координатора либерального клуба «Единой России». Там же Мальгин приводит положительные высказывания Мартынова о Владимире Путине и партии «Единая Россия».
В исследовании, посвящённом функционированию современного блога, был назван среди авторов аналитических материалов «Новой газеты», которые «отличаются провокативным характером» и вызывают наибольший интерес, который можно измерить по просмотрам и отзывам (другие такие авторы — Юлия Латынина и Борис Бронштейн).

## Научные труды

### Монографии
- Данилов В. Н., Ашкеров А. Ю., Чадаев А. В., Гараджа Н. В., Бударагин М. А., Заславский С. Е., Кралечкин Д. Ю., Мартынов К. К., Жаров М. В. Основы теории политических партий. — М.: Европа, 2007. — 264 с. — ISBN 978-5-9739-0099-1.
- Мартынов К. К. Значение как проблема философии сознания у Дж. Сёрла // Философия. Язык. Культура. Вып.2 / Отв. ред.: Ю. В. Горбатова. — СПб.: Алетейя, 2011. — С. 165—179. — 325 с. — ISBN 978-5-91419-688-9.

### Статьи
Словарь современной западной мысли
- Мартынов К. К. Аномальный монизм // Словарь современной западной мысли.
- Мартынов К. К. Дуализм свойств // Словарь современной западной мысли.
- Мартынов К. К. Интенциональная установка // Словарь современной западной мысли.
- Мартынов К. К. Референция // Словарь современной западной мысли.
- Мартынов К. К. Экстернализм // Словарь современной западной мысли.
- Мартынов К. К. Эмерджентность // Словарь современной западной мысли.

В журналах и сборниках
- Мартынов К. К. О некоторых особенностях становления понятия интенциональности в аналитической философии // Monstera. Философские проблемы социально-гуманитарного знания. Вып. 4. — М.: МГТУ «МАМИ», 2004.
- Мартынов К. К. Гуссерль и Фреге к проблеме взаимосвязи аналитической философии и феноменологии // Monstera Философские проблемы социально-гуманитарного знания: сборник научных статей. Вып. 5. — М.: МГТУ «МАМИ», 2005.
- Мартынов К. К. Теория значения Гуссерля в контексте критики интенционалистской теории референции в аналитической философии // Аспекты: сборник статей по философским проблемам истории и современности: Вып. III. — М.: Современные тетради, 2005.
- Данилов В. Н., Дмитриев В. Е., Дмитриева И. А., Алексеев А. А., Мартынов К. К. ”Мыслеколхозное” движение: кривая достижений // «Monstera. Философские проблемы социально-гуманитарного знания: сборник научных статей. Вып. 5. — МГТУ «МАМИ», 2005. — С. 229—248.
- Мартынов К. К. Онтология феноменального опыта и стратегии объяснения интенциональности // Тезисы IV Российского философского конгресса «Философия и будущее цивилизации». — М., 2005.
- Мартынов К. К. К критике концепции уровней интенциональности Фреда Дрецке // Monstera. Философские проблемы социально-гуманитарного знания. Вып. 4. — М.: МГТУ «МАМИ», 2006.
- Мартынов К. К. Интенциональность и научный натурализм // Вестник Московского университета. Серия 7: Философия. — 2007. — № 2. — С. 20—38. — ISSN 0201-7385.
- Мартынов К. К. Две саги об эффективности (Рец. на кн.: Karns A.J. The mantra of efficiency: from waterwheel to social control. Baltimore, 2008; O'Connell M. Men of empire: power and negotiation in Venice's maritime state. Baltimore, 2009) // Новое литературное обозрение. — 2011. — Т. 105, № 1. — С. 329—333. — ISSN 0869-6365.
- Мартынов К. К. Реакция Кона Игорь Кон. Бить или не бить? М.: Время, 2011. 448 с. // Отечественные записки. — 2012. — № 4 (49). — С. 215—218. (копия 1), (копия 2)
- Мартынов К. К. От слактивизма к республике: почему интернет-революции становятся реальностью // Философско-литературный журнал „Логос“. — 2012. — № 2. — С. 19—28.
- Мартынов К. К. Рождение безопасности // Отечественные записки. — 2013. — № 2(53). (копия)
- Мартынов К. К. Достоевский едет в Альбукерке. Уолтер Уайт и конец американского супергероя // Философско-литературный журнал „Логос“. — 2013. — № 3. — С. 84—97.
- Мартынов К. К. Дистанционная Coursera // Отечественные записки. — 2013. — № 4 (55). — С. 307—316. (копия)
- Мартынов К. К. Философия как оскорбление // Отечественные записки. — 2014. — № 6 (63). — С. 149—160. (копия 1), (копия 2)
- Мартынов К. К. Селфи: между демократизацией медиа и self-коммодификацией // Философско-литературный журнал „Логос“. — 2014. — № 4 (100). — С. 73—87.
- Мартынов К. К. Бросить сигарету. Как курение стало медицинской проблемой // Отечественные записки. — 2014. — № 2 (59). — С. 57—65. (копия)
- Мартынов К. К. Век писателей: текст и письмо в новых медиа // Философско-литературный журнал „Логос“. — 2015. — № 2 (104). — С. 1—11.

### Переводы
- Норт Д. С. Понимание процесса экономических изменений = Understanding the Process of Economic Change / Пер. с англ.: К. К. Мартынов, Н. В. Эдельман; науч. ред.: А. В. Смирнов. — М.: Издательский дом ГУ-ВШЭ, 2010. — ISBN 978-5-7598-0754-4.